# Безелих
Безелих (нем. Beselich) — община в Германии, в земле Гессен. Подчиняется административному округу Гиссен. Входит в состав района Лимбург-Вайльбург.  Население составляет 5627 человек (на 31 декабря 2010 года). Занимает площадь 31,53 км².